# Kostomlatské středohoří
Kostomlatské středohoří je geomorfologický okrsek tvořící nejvyšší partie Českého středohoří. Z východní strany je vymezen řekou Labe, od severu je ohraničen spojnicí mezi obcemi Dubice, Radejčín, Bořislav a Lelov, západní hranici vytváří spojení obcí Kostomlaty pod Milešovkou a Červený Újezd a z jižní strany je ohraničují Řisuty a Želkovice. Vyskytují se zde vypreparované znělcové a trachytové lakolity. K nejvyšším vrcholům tohoto geomorfologického celku patří Milešovka (837 m n. m.), tvořící nejvyšší vrchol celého Českého středohoří, dále Kloč (737 m n. m.), Kletečná (706 m n. m.) a Milešovský Kloc (674 m n. m.). V okolí Kostomlatského středohoří se nachází Česká brána (Porta Bohemica).